# انتخابات پارلمانی گرجستان، ۲۰۰۳

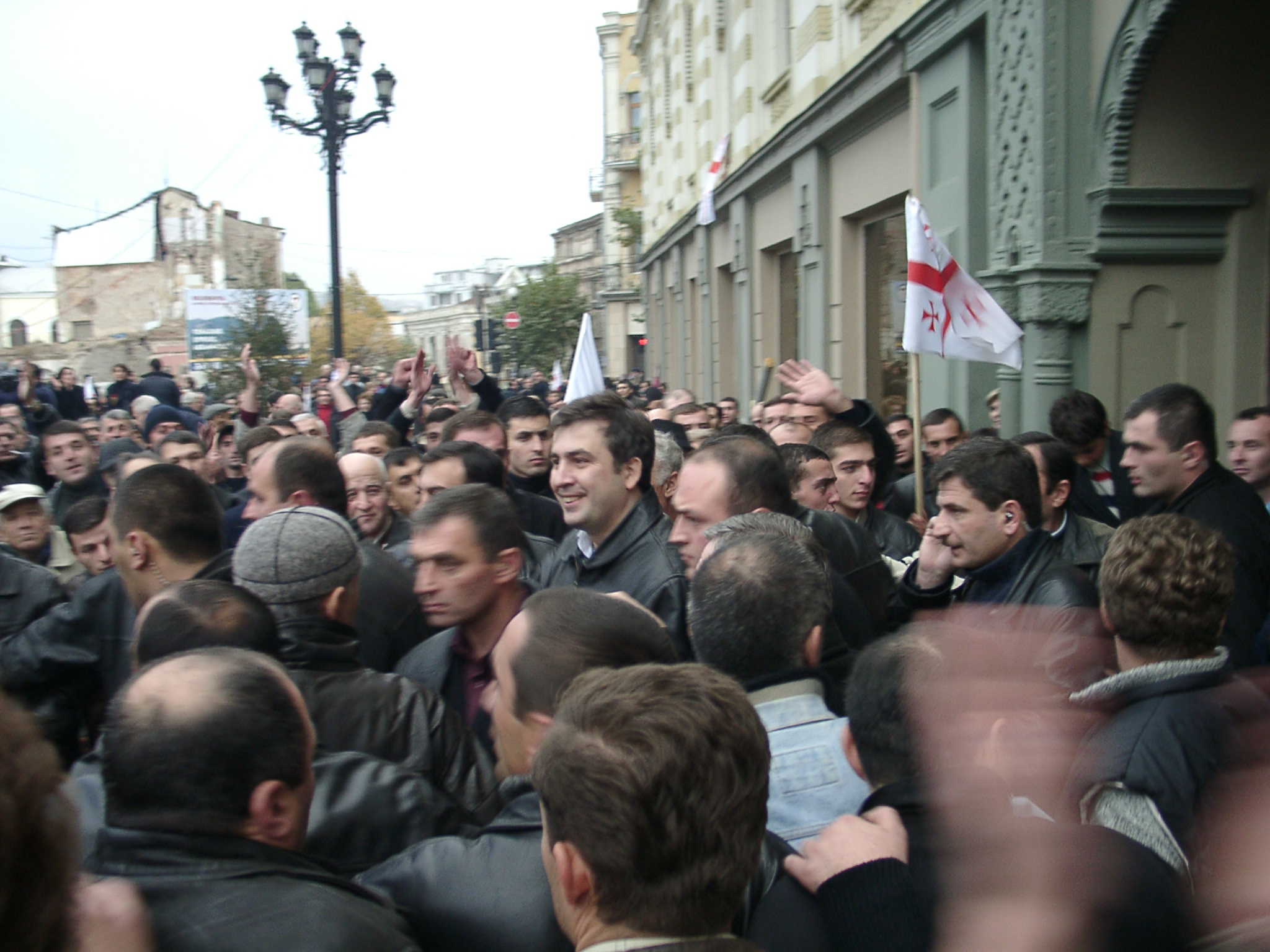
تصویری از میدان آزادی تفلیس، میخائیل ساکاشویلی در مرکز تصویر، 2003

انتخابات پارلمانی گرجستان در سال ۲۰۰۳ در دوم نوامبر این سال برگزار شد، که ناظران آن را رفراندوم گرجستان می‌دانند. نتایج این انتخابات مورد اختلاف شدید بین حامیان دولت ادوارد شواردنادزه و اپوزیسون گرجستان قرار گرفت.
در نهایت با حضور خیابانی مردم و تصرف پارلمان گرجستان در شهر تفلیس در تاریخ ۲۵ نوامبر ۲۰۰۳ دادگاه عالی گرجستان رای به ابطال این انتخابات داد. این گام نخستین پیروزیانقلاب گل‌سرخ (رز) بود. در ادامه ۲۴ مارس ۲۰۰۴ زمان انتخابات جدید انتخاب شد.

## احزاب
در این انتخابات «برای گرجستان جدید» که جبهه حامیان ادوارد شوارندازه رئیس جمهور وقت بودند و دیگری جبهه جنبش ملی گرجستان به رهبری میخیل ساکاشویلی دو جبهه اصلی انتخابات را تشکیل می‌دادند.

## نتایج انتخابات
| حزب                    | تعداد آراء | درصد | کرسی | +/– |
| ---------------------- | ---------- | ---- | ---- | --- |
| برای گرجستان جدید      | ۴۰۷٬۰۴۵    | ۲۱٫۳ | ۳۸   |     |
| اتحادیه احیای دموکراسی | ۳۵۹٬۷۶۹    | ۱۸٫۸ | ۳۳   |     |
| جنبش ملی               | ۳۴۵٬۱۹۷    | ۱۸٫۱ | ۳۲   |     |
| حزب کارگر گرجستان      | ۲۲۹٬۹۰۰    | ۱۲٫۰ | ۲۰   |     |
| بروجاناندزه دموکرات    | ۱۶۷٬۹۰۸    | ۸٫۸  | ۱۵   |     |
| حزب حقوق جدید          | ۱۴۰٬۲۵۹    | ۷٫۳  | ۱۲   |     |
| دیگر احزاب             | ۲۵۹٬۱۳۷    | ۱۳٫۶ | ۰    | –   |
| مجموع                  | ۱٬۹۰۹٬۲۱۵  | ۱۰۰  | ۱۵۰  |     |
| شرکت‌کنندگان            | ۳٬۱۷۸٬۵۹۳  | ۶۰٫۱ | –    | –   |
| منبع: مؤسسه آدام کر    |            |      |      |     |

## سلامت انتخابات و تقلب
نخستین گزارش‌های خشونت و تقلب در انتخابات از آغاز انتخابات به گوش می‌رسید. گزارش‌های که نشان از تقلب انتخاباتی داشت و مهمترین آن لیست ده‌ها هزارنفری دولت از محرومان شرکت در انتخابات بود. نام میخیل ساآکاشویلی از رهبران مخالفان هم در این لیست بود که حق رای و شرکت در انتخابات از او صلب شده بود. بسیاری از مردم در محلات مختلف تفلیس و دیگر شهرها از این وضعیت شوکه بودند. تحلیلگران این انتخابات را پر هرج و مرج‌ترین انتخابات گرجستان خواندند و بسیاری در سلامت انتخابات شک داشتند و کمیسیون ویژه نظارت بر انتخابات اتحادیه اروپا این انتخابات را سقوط از استانداردهای لازم انتخابات خواند.